# Hummel
Hummel (z niem. "trzmiel") – 15cm schwere Panzerhaubitze auf Geschützwagen III/IV (Sf) SdKfz 165 niemieckie samobieżne działo polowe z okresu II wojny światowej uzbrojone w haubicę kalibru 150 mm, używane przez Wehrmacht od 1942 roku do końca wojny.

## Konstrukcja
Pierwsze projekty nowego pojazdu powstały w 1942, kiedy wojska niemieckie odczuły brak samobieżnej artylerii polowej, która mogłaby łatwo współpracować z wojskami pancernymi. Pierwsze projekty zakładały umieszczenie haubicy 10,5cm leFH 17 na podwoziu czołgu PzKpfw III lub PzKpfw IV. Po zbudowaniu jednego prototypu zdecydowano jednak o użyciu działa o większym kalibrze – haubicy 15cm sFH 18 (L/30 – o długości lufy 30 kalibrów), zamontowanej na specjalnie dla niej zaprojektowanym podwoziu Geschützwagen III/IV będącym mieszaniną elementów czołgów PzKpfw III Ausf.J i czołgu PzKpfw IV Ausf. F oraz elementów zbudowanych specjalnie dla tej konstrukcji. To samo podwozie zostało później użyte do konstrukcji niszczyciela czołgów Nashorn. Kadłub składający się z wanny (była to nieco wydłużona w tylnej części typowa wanna czołgu PzKpfw IV) i osłony przedziału bojowego wykonany był ze spawanych płyt walcowanych o grubości 15–30 mm wanna i 10 mm nadbudowa. Nadbudowa osłaniająca przedział bojowy była odkryta od góry (możliwe osłonięcie brezentową plandeką) i posiadała dwuskrzydłowe drzwiczki od tyłu ułatwiające załadunek amunicji. 
Kierowca i radiooperator zajmowali stanowiska w przedniej części pojazdu, a reszta załogi (dowódca pojazdu, celowniczy, dwóch ładowniczych) i uzbrojenie pojazdu znajdowały się w przedziale bojowym umieszczonym w tylnej części pojazdu. Silnik zamontowany był centralnie. Późniejsze modele "Trzmiela" miały nieco zmodyfikowane przednie nadwozie, ze zwiększoną przestrzenią przeznaczoną dla kierowcy i radiooperatora.
Do końca wojny wyprodukowano 713 Hummeli w wersji podstawowej i 157 w wersji nieuzbrojonego transportera amunicji.

## Zastosowanie bojowe

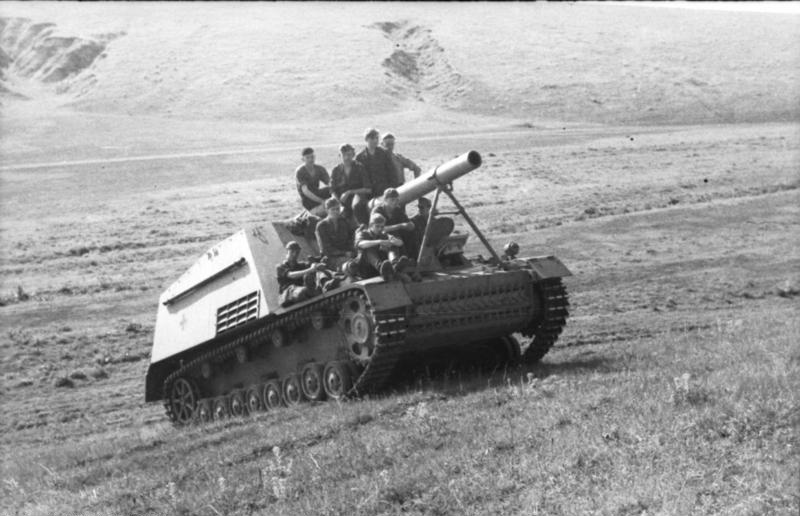
SdKfz 165 Hummel front wschodni, lipiec 1943 r.

Działa samobieżne "Hummel" stanowiły, obok lżejszych dział samobieżnych "Wespe", wyposażenie dywizjonów artylerii pancernej pułków artylerii pancernej dywizji pancernych i niektórych dywizji grenadierów pancernych. W pułku jeden dywizjon całkowicie wyposażano w działa samobieżne. Taki dywizjon składał się z trzech baterii. Dwie baterie były wyposażone w działa samobieżne "Wespe", a jedna bateria w działa "Hummel". Każda bateria liczyła sześć lub cztery działa samobieżne. Dywizjon liczył łącznie 16-18 dział samobieżnych. Bateria miała także dwa transportery amunicji na podwoziach dział samobieżnych.